# Vivere alla grande
Vivere alla grande (Going in Style) è un film del 1979 diretto da Martin Brest.

## Trama
Al, Willie e Joe sono tre anziani amici che vivono insieme con la rendita delle loro modeste pensioni nel Queens, a New York. Le loro giornate trascorrono tranquillamente e senza scossoni, oziando seduti su di una panchina di un modesto parco di periferia ad osservare piccioni e a ricevere gli insulti dei bambini. Un giorno Joe propone agli altri il colpo della vita: una rapina in banca. Il piano riesce (bottino 35000 dollari), ma l'emozione risulta fatale per Willie, che muore d'infarto lo stesso giorno. Dopo avere lasciato 25000 dollari a Pete, nipote del defunto amico, i due amici superstiti decidono di spendere il resto del malloppo a Las Vegas dove, assistiti dalla fortuna, vincono più di 70000 dollari. Tornati a New York, Al muore nel sonno e Joe viene arrestato dalla polizia e condotto in carcere dove passerà il resto dei suoi giorni, secondo le sue stesse parole, 'trattato come un re'.

## Riconoscimenti
Il film vinse nel 1980 il Premio Pasinetti alla Mostra internazionale d'arte cinematografica di Venezia. Migliori attori risultarono i tre protagonisti: George Burns, Art Carney e Lee Strasberg.

## Remake
Nel 2017 è uscito il remake del film, intitolato Insospettabili sospetti, diretto da Zach Braff e con protagonisti Morgan Freeman, Michael Caine ed Alan Arkin.